# Tablature d'Ileborgh

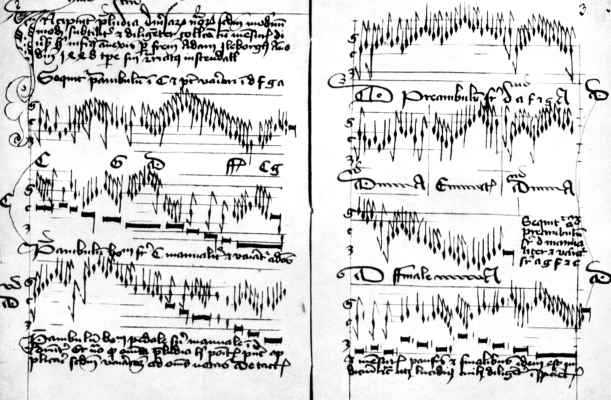
Début de la tabulature d'Ileborgh, Stendal 1448

La tablature d'Ileborgh est une source de musique ancienne pour clavier. Elle a été compilée par Adam Ileborgh en 1448. Depuis 1981, elle fait partie d'une collection privée ; auparavant, la tablature était en possession de l'Institut Curtis de Philadelphie. 

## Description
La tablature se compose de sept folios 14,2 x 10,7 cm (la recherche antérieure reposait sur des mesures incorrectes, 28 x 21  cm. Le titre complet est : « Incipiunt praeludia diversarium notarum secundum modernum modum subtiliter et diligenter collecta cum mensuris diversis hic infra annexis per fratrem Adam Ileborgh Anno Domini 1448 tempore sui rectoriatus in stendall ». 
Le contenu musical de la tablature est le suivant : 
1. Praeambulum en C et potest variari en dfga
2. Praeambulum bonum super C manualiter et variatur ad omnes
3. Praeambulum bonum pedale seu manuale in d
4. Praeambulum super daf et g
5. Aliud praeambulum super d manualiter et variatur super agf et c
6. Mensura trium notarum supra tenorem Frowe al myn hoffen an dyr lyed
7. Mensura duorum notarum eiusdem tenoris
8. Mensura sexe notarum eiusdem tenoris

Les cinq préludes, appelés ici praeambulum, sont les premiers exemples connus du genre. Il n'y a aucune influence de la polyphonie vocale ou de la danse de la Renaissance. La musique se compose de passages rapides et improvisés (c'est-à-dire dépourvus de tout cadre rythmique strict) à la main droite, sur une partie à la main gauche (ou pédale) en mouvements lents. Les trois versions de Frowe al myn hoffen an dyr lyed (« Madame, tous mes espoirs reposent sur vous ») sont respectivement à 
, 
 et 
. La première est une partition à deux voix, les autres ajoutent un contre-ténor. 
Les chercheurs diffèrent dans leur évaluation de l'importance de la tablature et sur la qualité de sa musique : alors que Willi Apel et les premiers chercheurs en général considèrent la musique de Ileborgh comme très originale et le manuscrit comme particulièrement important, les modernes, tels que Christoph Wolff, contestent ces deux points et soutiennent que, comme la musique ne se compare pas aux sources contemporaines de l'Allemagne du Sud, Ileborgh doit avoir été une figure périphérique sans importance. Une chose est sûre cependant : cette collection est la plus ancienne tablature d'orgue purement instrumentale connue, non liée à des compositions vocales. Bien que l'utilisation de la pédale soit suggérée dans les remarques, la tablature ne contient pas de pédale séparée. 

## Manuscrit
Le manuscrit est conservé au Curtis Institute of Music de Philadelphie.

## Discographie
Kimberly Marshall a enregistré six pièces au sein d'un album intitulé Gothic Pipes à l'orgue Edskes/Blank 1985, de la Predigerkirche de Bâle (juin 1993, Loft Recordings), avec d'autres pièces des Codex Faenza, Robertsbridge, Buxheimer Orgelbuch et quelques autres sources anciennes.